# Maurycy Karasowski
Maurycy Karasowski (ur. 22 września 1823 w Warszawie, zm. 20 kwietnia 1892 w Dreźnie) – polski kompozytor, wiolonczelista, krytyk muzyczny.
Pracował w warszawskiej orkiestrze teatralnej. Od 1864 roku mieszkał w Dreźnie. Wydał kilka książek o tematyce muzycznej, publikował również w prasie. W pracy nad książkami o Chopinie pomagała mu żona Aleksandra Józefa z Lindów, córka Samuela.

## Publikacje
- Rys historyczny opery polskiej[2], Warszawa 1859,
- Życie Mozarta[3], Warszawa 1868,
- Młodość Fryderyka Szopena, Warszawa, Biblioteka Warszawska, 1862 (na Google Books), 1869,
- Friedrich Chopin. Sein Leben und seine Briefe, Drezno (Ries) i Berlin (Ries i Erler), 1877[4][5], 1878, 1881 (eng. tłum. Londyn, 1879)
- Fryderyk Chopin. Życie – listy – dzieła[6][7], Warszawa 1882 (polskie tłum. powyższej pracy).